# Crocus sativus
Pour les articles homonymes, voir safran.
Espèce
Crocus sativus, le crocus cultivé, crocus à safran, safran, safran cultivé, est une espèce de plantes monocotylédones de la famille des Iridaceae, originaire du bassin méditerranéen et d'Asie occidentale. Cette plante cultivée est un cultigène inconnu à l'état sauvage. C'est une plante herbacée, géophyte, dont on extrait le safran. Crocus sativus appartient à un groupe d'une dizaine d'espèces de crocus méditerranéens à partir desquels on produisait le safran dans l'Antiquité. Cette espèce résulte d'un accident génétique du Crocus cartwrightianus et a été sélectionnée pour sa productivité supérieure en épice.

## Nomenclature et étymologie
L’espèce a été décrite la première fois par Linné sous le nom Crocus sativus dans Species Plantarum 1: 36, en 1753.
Le nom de genre Crocus vient du grec κρόκος – krokos, renvoyant aussi à Crocus sativus. Il est utilisé par Théophraste (I, 6, 6) et Dioscoride (HN, 1.26).Le nom est peut-être emprunté et lié à l’akkadien kurkanu, l’hébreu karkom, l’araméen kurkena et le sanscrit kunkuma. L’arabe kurkum a donné Curcuma, « le safran des Indes ». Une autre hypothèse le relie à κρέκω – krekô « frapper avec un bâton », les stigmates du crocus étant comparés à des bâtons (Manessy-Guiton, 1993) .
L’épithète spécifique sativus « semé, cultivé » vient du latin sativus, -a, -us, dérivé de sero « planter, semer ».

## Description

### Appareil végétatif
Crocus sativus est une plante vivace géophyte de 10 à 30 cm, glabrescente. Son corme (tige souterraine de réserve ressemblant à un bulbe) est très volumineux pour un crocus (de moins de 1 cm de circonférence pour les caïeux à près de 20 cm) et subglobuleux. Les tuniques ou tissus fibreux qui entourent et protègent le corme sont composées de fibres réticulées en mailles longues et étroites. Les feuilles linéaires apparaissent en automne, avant, avec, ou après les fleurs, et poussent continuellement jusqu'à l'entrée en repos végétatif à la fin du printemps. Elles peuvent alors mesurer une soixantaine de cm pour quelques mm de largeur. Au nombre de 1 à 10 environ par bourgeon, elles forment des touffes, d'abord dressées, puis retombantes, d'un beau vert franc. Chaque corme produit éventuellement jusqu'à une dizaine de fleurs réunies en inflorescence. Tiges et spathes restent souterraines et sont donc invisibles.

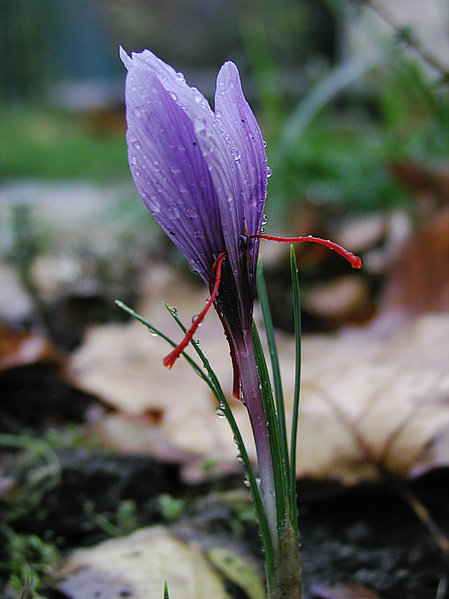
Fleur de safran.

### Appareil reproducteur
Les fleurs, organisées sur une symétrie ternaire, sont spectaculaires, grandes, lilas, parfumées, et très attractives pour les insectes butineurs. Leur périanthe est composé de 6 tépales (3 pétales et 3 sépales semblables) fusionnés en une gorge violacée pour former le tube du périanthe (pris à tort pour la "tige" de la fleur). Les anthères sont jaune vif, au nombre de 3, de moitié plus longues que leur filet. Le pistil qui prolonge l'ovaire souterrain, se subdivise en 3 parties terminales, les stigmates. Les stigmates du Crocus sativus sont hypertrophiés, écarlates, agréablement odorants, évasés en trompette crénelée. Ils retombent souvent hors du périanthe sous l'effet de leur taille. Ils sont utilisés pour produire une épice rare et précieuse : le safran. Dans l'hémisphère nord, la floraison se produit entre septembre et novembre et dure de 2 à 6 semaines.
Crocus sativus, étant triploïde, ne produit pas de graines et est donc exclusivement multiplié par voie végétative.

## Toxicité
Le safran ne doit être consommé qu'à très faible dose, sinon il perturbe le système nerveux et peut produire des hémorragies et être abortif.
L'absorption de quelques grammes de safran (5 à 10 g) peut provoquer une intoxication sévère pouvant être létale. La toxicité du safran pourrait provenir des substances aromatiques amères, notamment la picrocrocine, le safranal (déhydro-bêta-cyclocitral) et d'autres composés monoterpéniques présents dans l'huile essentielle.

## Culture
Le safran est cultivé en Afghanistan, en Iran, au Cachemire, en France, en Espagne, au Maroc, en Grèce (environs de Kozani), en Turquie (à Safranbolu), en Italie (Sardaigne, Abruzzes, Toscane) et -à nouveau depuis 2006 et 2007- en Autriche (safran de Pannonie (Crocus austriacus),,. Wachauer Safran). En Italie la culture du safran est documentée depuis le XIIIe siècle, et en Allemagne depuis le XVe siècle. Une petite zone de culture de 18 000 mètres carrés existe dans le village suisse  de Mund, où entre 1,5 et 2 kilogrammes de safran sont récoltés chaque année - en fonction du temps et des températures. Depuis 2012 et 2013, le safran est de nouveau cultivé en Allemagne, à Venningen (Rhénanie-Palatinat), en Saxe près de Dresde (Saxen-Safran), au château d'Altenbourg (Thuringe) et à Bittenfeld (Bade-Wurtemberg).
« Environ 200 tonnes de safran sont produites chaque année. Si on en  juge par les quantités de production, l'Iran arrive en premier avec environ 170 à 180 tonnes par an. Cela représente 91 % de part de marché ».

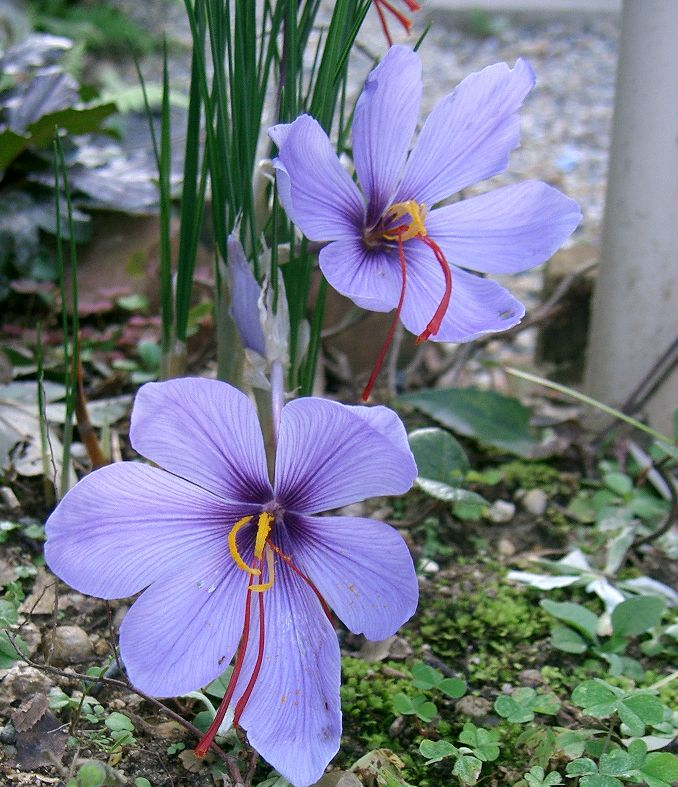
Crocus sativus.

En Espagne, une production de safran cultivée dans la Manche bénéficie d'une appellation d'origine protégée (AOP) sous le nom de Azafrán de La Mancha. En Italie, il existe 3 AOP appliquées au safran : Zafferano di Sardegna, zafferano dell'Aquila et zafferano di San Gimignano. Une AOP existe en Grèce : Κρόκος Κοζάνης (Krokos Kozanis).

## Utilisation

### Usages alimentaires
Les stigmates d'espèces proches ont été utilisés comme succédanés du safran, dont ceux de C vernus utilisé comme condiment en Serbie, ou de C. serotinus dans la péninsule espagnole.
En Asie mineure, le bulbe de C. cancellatus a été consommé et parfois vendu sur les marchés, de même en Grèce ou dans le sud de l’ex-Yougoslavie. Jusque dans les années 1900, les grecs consommaient (parfois crus) les bulbes de plusieurs crocus dont par exemple ceux de C. sieberi poussant au sud des Balkans, qui auraient un goût de noisette disait-on.

### Intérêt médicinal
Selon l'ethnobotaniste François Couplan (2009), le safran aurait des vertus toniques et d'emménagogue, d'expectorant, d'antispasmodique et de sédatif.
Crocus sativus exerce des effets bénéfiques sur le contrôle glycémique et les paramètres cardiométaboliques chez les personnes atteintes du syndrome métabolique et de troubles associés.

## Écologie
L'espèce n'existe pas à l'état sauvage et disparaît rapidement sans l'intervention incessante du safranier.
Il faut environ 150 000 fleurs et près de 40 heures de travail manuel intense pour obtenir 1 kg de safran sec.

## Répartition
Supposée originaire de l'Italie et de l'Orient, elle provient plus vraisemblablement des régions de Grèce et de Crète où vit son ancêtre à l'état spontané, le Crocus cartwrightianus.

## Taxinomie

### Synonymes
Selon The Plant List (7 avril 2021) :
- Crocus autumnalis Sm.
- Crocus officinalis (L.) Honck.
- Crocus pendulus Stokes
- Crocus sativus var. cashmerianus Royle
- Geanthus autumnalis Raf.
- Safran officinarum Medik.

### Sous-espèces et variétés
Selon Tropicos (7 avril 2021) (Attention liste brute contenant possiblement des synonymes) :
- Sous-espèces :  
  - Crocus sativus subsp. cartwrightianus (Herb.) K. Richt.
  - Crocus sativus subsp. orsinii (Parl.) K. Richt.
  - sous-espèce Crocus sativus subsp. pallasii (Maw) K. Richt.
- Variétés :  
  - Crocus sativus var. cartwrightianus (Herb.) Maw
  - Crocus sativus var. cashmerianus Royle
  - Crocus sativus var. elwesii Maw
  - Crocus sativus var. haussknechtii Boiss. & Reut. ex Maw
  - Crocus sativus var. officinalis L.
  - Crocus sativus var. orsinii (Parl.) Maw
  - Crocus sativus var. pallasii (Herb.) Maw
  - Crocus sativus var. vernus L.